# Constantino (monge)
Constantino (em grego medieval: Κωνσταντῖνος; romaniz.: Konstantinos) foi um monge bizantino do século X.

## Vida
Viveu entre cerca do vigésimo e quinquagésimo ano do século X e atuou como cantor no mosteiro de Cimina, na Bitínia, fundado por Miguel Maleíno. Em certa ocasião, quando faltava dinheiro no mosteiro e eram necessários 12 nomismas, Constantino se recusou a entregar os três que tinha em sua posse. Diz-se que a Teótoco aparece diante dele e repreendeu-o, depois do que ele se arrependeu, pediu perdão e renunciou os nomismas.